# Baron Wardington
Baron Wardington, of Alnmouth in the County of Northumberland, war ein erblicher britischer Adelstitel in der Peerage of the United Kingdom.

## Geschichte des Titels
Der Titel wurde am 17. Juli 1936 für den Vorsitzenden der Lloyds Bank John Pease geschaffen. Da seine beiden Söhne keine leiblichen Kinder hatten, erlosch der Titel schließlich beim Tod seines jüngeren Sohnes, des 3. Barons, am 19. März 2019.
Familiensitz der Barone war bis 2005 Wardington Manor bei Banbury in Oxfordshire und anschließend Lepe House bei Exbury in Hampshire.

## Liste der Barone Wardington (1936)
- John Pease, 1. Baron Wardington (1869–1950)
- Christopher Pease, 2. Baron Wardington (1924–2005)
- William Pease, 3. Baron Wardington (1925–2019)